# Hitachimicina
Hitachimicina, também conhecido como estubomicina, é um polipeptídeo cíclico produzido por estreptomicetos que atua como antibiótico. Apresenta atividade citotóxica contra células de mamíferos, bactérias gram-positivas, leveduras e fungos, além de atividade hemolítica; esta, por sua vez, é mediada por alterações na membrana celular que promovem a lise das células. Devido a sua atividade citotóxica contra células de mamíferos e tumores, a hitachimicina foi inicialmente estudada como um antibiótico antitumoral.